# Wanda Pazio
Wanda Janina Pazio (ur. 18 czerwca 1948 w Warszawie) – polski ekonomista, dydaktyk, pracownik naukowy Politechniki Warszawskiej. Autorka sześciu książek z dziedziny zarządzania finansami i współautorka kilku monografii zbiorowych z dziedziny ekonomii i zarządzania. Odznaczona Brązowym Krzyżem Zasługi oraz Medalem Komisji Edukacji Narodowej.

## Życiorys
Jest absolwentką Wydziału Ekonomiczno-Społecznego w Szkole Głównej Planowania i Statystyki w Warszawie (obecnie Szkoła Główna Handlowa). W latach 1977–1980 odbyła studia na Międzywydziałowym Studium Doktoranckim w SGPiS. Stopień naukowy doktora nauk ekonomicznych uzyskała w 1981 r. W latach 1971–1977 pracowała jako nauczyciel przedmiotów ekonomicznych w szkolnictwie średnim w Warszawie, gdzie wykładała statystykę. W 1980 r. podjęła pracę w Politechnice Warszawskiej kolejno w Instytucie Nauk Ekonomiczno-Społecznych, a następnie na Wydziale Inżynierii Produkcji w Instytucie Organizacji Systemów Produkcyjnych. Po wyodrębnieniu się Wydziału Zarządzania pracuje w Katedrze Finansów i Systemów Finansowych. 
W 1987 r. otrzymała stypendium Rządu włoskiego w Università degli Studi di Torino na Facolta di Economia e Commercio, w Instituto di Economia Politica „Giuseppe Prato”.
Wykłada zarządzanie finansami oraz ocenę efektywności projektów inwestycyjnych przedsiębiorstw.
Jest promotorem ponad 50 prac magisterskich oraz około 100 prac licencjackich.

## Członkostwo
- od 1974: członek Polskiego Towarzystwa Ekonomicznego

## Nagrody, wyróżnienia, odznaczenia
- Brązowy Krzyż Zasługi
- Medal Komisji Edukacji Narodowej
- Złota Odznaka Honorowa Polskiego Towarzystwa Ekonomicznego
- Dwie nagrody za działalność naukową Ministra Nauki i Szkolnictwa Wyższego
- Kilkakrotnie wyróżniona nagrodami Rektora Politechniki Warszawskiej za pracę naukową i dydaktyczną

## Publikacje
Autorka siedmiu książek:
- Statystyka. Ćwiczenia, 1971 (wielokrotnie wznawiana)
- Polityka gospodarcza i dobrobyt społeczny. Wybrane zagadnienia,     1985
- Ocena finansowa przedsięwzięć rozwojowych firm, 1992
- Jak gospodarować finansami – elementy podstaw biznesu, 1994
- Zarządzanie finansami, 2000
- Analiza finansowa i ocena efektywności projektów inwestycyjnych przedsiębiorstw, 2002
- Zarządzanie finansami. Zagadnienia wybrane. Repetytorium, 2002

współautorka:
- Mierniki oceny bieżącej i inwestycyjnej działalności przedsiębiorstw – współautor Lech Gąsiorkiewicz, 2017

oraz autorka i współautorka artykułów naukowych m.in.:
- Direction of changes in organization and financing scientific research in Poland. Referat na konferencję pt.: Innovation und technologiche kooperation in der aktuellen Reformhase Polens. Eine Zwischenbilanze, 25-27 Juni 1990 am IGW. Erlangen, Niemcy
- From Communist to Market System: Impact on the Research and Development Sphere in Poland. W: Production and Operetions Managment Proceedings; April 3-5 1991,Palmer House, Chicago Il. - współautorzy Martin J.Billet, Christopher H. Ziemnowicz
- Metody pomiaru ryzyka inwestowania w akcje na rynku kapitałowym, W: Zarządzanie ryzykiem działalności organizacji, 2010
- Stopa zwrotu i ryzyko inwestowania w walory spółek branży metalowej notowanych na rynku podstawowym GPW, współautorka Marta Kr